# Dillian Whyte
Dillian Whyte (Port Antonio, 11 aprile 1988) è un pugile ed ex kickboxer inglese di origini giamaicane.
Soprannominato "The Villain" oppure "The Body Snatcher" è per ben due volte campione WBC ad interim dei massimi. In passato è stato campione britannico dei pesi massimi dal 2016 al 2017 e anche campione nel kickboxing, avendo detenuto il titolo britannico BIKMA dei supermassimi e quello K1 europeo.

## Biografia
Whyte è nato a Port Antonio, in Giamaica. Suo nonno paterno era l'irlandese Patrick Whyte, emigrato in Giamaica da Dublino.
Nel 1990, all'età di 2 anni, si trasferisce con la famiglia in Inghilterra.

## Carriera

### Professionismo
Whyte compie il suo debutto professionale nel mondo del pugilato il 13 maggio 2011 all'età di 23 anni, sconfiggendo il bulgaro Tayar Mehmed ai punti dopo quattro riprese.

## Risultati nel pugilato
| No. | Risultato | Record | Avversario                | Metodo | Data              | Round   | Luogo                          | Note |
| --- | --------- | ------ | ------------------------- | ------ | ----------------- | ------- | ------------------------------ | --- |
| 31  | Sconfitta | 28-3   | Tyson Fury                | KO     | 23 aprile 2022    | 6 (12)  | Londra, Inghilterra            | Per il titolo WBC dei pesi massimi.                                                                                |
| 30  | Vittoria  | 28-2   | Aleksandr Povetkin        | TKO    | 27 marzo 2021     | 4 (12)  | Gibilterra                     | Vinto il titolo WBC Interim dei pesi massimi.                                                                      |
| 29  | Sconfitta | 27-2   | Aleksandr Povetkin        | TKO    | 22 agosto 2020    | 5 (12)  | Londra, Inghilterra            | Perso il titolo WBC Interim dei pesi massimi.                                                                      |
| 28  | Vittoria  | 27–1   | Mariusz Wach              | UD     | 7 dicembre 2019   | 10      | Dirʿiyya, Arabia Saudita       | |
| 27  | Vittoria  | 26–1   | Óscar Rivas               | UD     | 20 luglio 2019    | 12      | Londra, Inghilterra            | Vinto il titolo vacante WBC Interim dei pesi massimi.                                                              |
| 26  | Vittoria  | 25–1   | Dereck Chisora            | KO     | 22 dicembre 2018  | 11 (12) | Londra, Inghilterra            | Mantiene i titoli WBC Silver e WBO International dei pesi massimi.                                                 |
| 25  | Vittoria  | 24–1   | Joseph Parker             | UD     | 28 luglio 2018    | 12      | Londra, Inghilterra            | Mantiene il titolo vacante WBC Silver dei pesi massimi Vinto il titolo vacante WBO International dei pesi massimi. |
| 24  | Vittoria  | 23–1   | Lucas Browne              | KO     | 24 marzo 2018     | 6 (12)  | Londra, Inghilterra            | Mantiene il titolo vacante WBC Silver dei pesi massimi.                                                            |
| 23  | Vittoria  | 22–1   | Robert Helenius           | UD     | 28 ottobre 2017   | 12      | Cardiff, Galles                | Vinto il titolo vacante WBC Silver dei pesi massimi.                                                               |
| 22  | Vittoria  | 21–1   | Malcolm Tann              | TKO    | 19 agosto 2017    | 3 (8)   | Lincoln, Stati Uniti d'America | |
| 21  | Vittoria  | 20–1   | Dereck Chisora            | SD     | 10 dicembre 2016  | 12      | Manchester, Inghilterra        | Mantiene il titolo WBC International dei pesi massimi.                                                             |
| 20  | Vittoria  | 19–1   | Ian Lewison               | RTD    | 7 ottobre 2016    | 10 (12) | Glasgow, Scozia                | Vinto il titolo vacante Britannico dei pesi massimi.                                                               |
| 19  | Vittoria  | 18–1   | David Allen               | UD     | 30 luglio 2016    | 10      | Leeds, Inghilterra             | Vinto il titolo vacante WBC International dei pesi massimi.                                                        |
| 18  | Vittoria  | 17–1   | Ivica Bacurin             | KO     | 25 giugno 2016    | 6 (8)   | Londra, Inghilterra            | |
| 17  | Sconfitta | 16–1   | Anthony Joshua            | TKO    | 12 dicembre 2015  | 7 (12)  | Londra, Inghilterra            | Per i titoli WBC International, Commonwealth e il titolo vacante britannico dei pesi massimi.                      |
| 16  | Vittoria  | 16–0   | Brian Minto               | KO     | 12 settembre 2015 | 3 (10)  | Londra, Inghilterra            | Vinto il titolo vacante WBC Silver International dei pesi massimi.                                                 |
| 15  | Vittoria  | 15–0   | Irineu Beato Costa Junior | TKO    | 1 agosto 2015     | 1 (8)   | Hull, Inghilterra              | |
| 14  | Vittoria  | 14–0   | Beka Lobjanidze           | KO     | 28 febbraio 2015  | 4 (10)  | Belfast, Irlanda del Nord      | |
| 13  | Vittoria  | 13–0   | Marcelo Luiz Nascimento   | KO     | 7 febbraio 2015   | 2 (8)   | Londra, Inghilterra            | |
| 12  | Vittoria  | 12–0   | Kamil Sokolowski          | TKO    | 20 dicembre 2014  | 3 (6)   | Hull, Inghilterra              | |
| 11  | Vittoria  | 11–0   | Tomas Mrazek              | TKO    | 28 novembre 2014  | 3 (6)   | Londra, Inghilterra            | |
| 10  | Vittoria  | 10–0   | Ante Verunica             | TKO    | 21 novembre 2014  | 2 (6)   | Londra, Inghilterra            | |
| 9   | Vittoria  | 9–0    | Sandor Balogh             | TKO    | 13 ottobre 2012   | 4 (6)   | Stone, Inghilterra             | |
| 8   | Vittoria  | 8–0    | Mike Holden               | TKO    | 15 settembre 2012 | 3 (6)   | Londra, Inghilterra            | |
| 7   | Vittoria  | 7–0    | Gabor Farkas              | KO     | 7 luglio 2012     | 2 (6)   | Londra, Inghilterra            | |
| 6   | Vittoria  | 6–0    | Zurab Noniashvili         | TKO    | 19 maggio 2012    | 1 (6)   | Liverpool, Inghilterra         | |
| 5   | Vittoria  | 5–0    | Kristian Kirilov          | TKO    | 2 marzo 2012      | 1 (6)   | Londra, Inghilterra            | |
| 4   | Vittoria  | 4–0    | Hastings Rasani           | PTS    | 21 gennaio 2012   | 4       | Liverpool, Inghilterra         | |
| 3   | Vittoria  | 3–0    | Toni Visic                | TKO    | 3 dicembre 2011   | 3 (4)   | Londra, Inghilterra            | |
| 2   | Vittoria  | 2–0    | Remigijus Ziausys         | PTS    | 16 settembre 2011 | 4       | Londra, Inghilterra            | |
| 1   | Vittoria  | 1–0    | Michael Matuszewski       | PTS    | 13 maggio 2011    | 4       | Gillingham, Inghilterra        | |